# Менез, Бернар
Бернар Менез (фр. Bernard Ménez; род. 8 августа 1944, Mailly-le-Château) — французский актёр.

## Биография
Родился 8 августа 1944 года в Маи-ле-Шато, Бургундия — Франш-Конте, Франция, в семье чиновника Жана Менеза и его супруги Жермен Плеттенер. Его детство прошло в коммуне Ла-Гарен-Коломб, О-де-Сен. 
В 1960 году Менез окончил среднюю школу, после чего поступил на курсы научного преподавания в лицее Карла Великого в Париже, а в 1964 году окончил Высшую нормальную школу в Кашале. После службы в армии он начал преподавать математику, физику и химию, а также посещал курсы актёрского мастерства. 
Актёрский дебют Менеза состоялся в 1967 году, когда он впервые вышел на сцену театра. В 1971 году он дебютировал в кино, сыграв главную роль в фильме известного французского режиссёра Жака Розье «Дюко д'Оруэ». После этого он был замечен режиссёром Франсуа Трюффо, который предложил ему роль Бернара в фильме «Американская ночь». В 1982 году он снял свой единственный режиссёрский фильм «Les P'tites Têtes».

## Избранная фильмография
- 1973 — «Американская ночь» — Бернар
- 1976 — «Дракула — отец и сын» — Фердинанд Пуатвин
- 1980 — «Скупой» — Флеш
- 2011 — «Любовь живёт три года» — отец Марка